# British Mediterranean Airways
British Mediterranean Airways Ltd., kurz BMED, war eine britische Fluggesellschaft mit Sitz in London. Die Gesellschaft unterhielt ein Franchise-Abkommen mit British Airways und flog ausschließlich in deren Markenauftritt.

## Geschichte

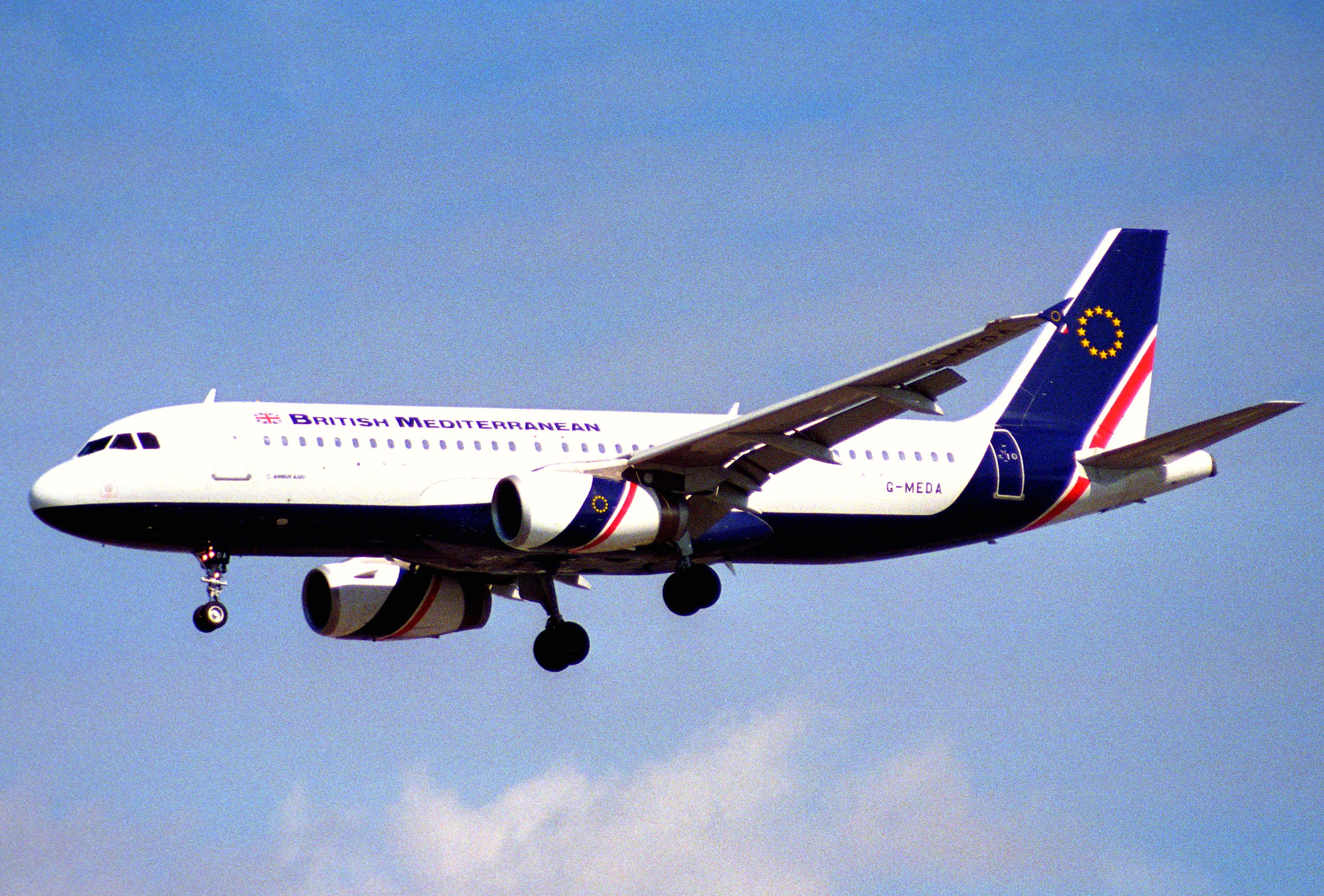
Airbus A320-200 der British Mediterranean in eigenständiger Lackierung

BMED wurde 1994 von einer privaten Investorengruppe gegründet. Der Flugbetrieb wurde am 28. Oktober 1994 mit einem Airbus A320-200 und einem Flug zum Flughafen Beirut aufgenommen. Anfang 1995 folgten weitere Flüge nach Amman und Damaskus.
Am 30. März 1997 unterzeichnete die Gesellschaft ein Franchise-Abkommen mit British Airways. Flugzeuge der BMED erhielten infolgedessen Kabine und Lackierung der British Airways. Außerdem wurden alle Flüge unter British Airways Flugnummern (BA6500–6669) durchgeführt.
Nachdem BMED in massive finanzielle Schwierigkeiten geraten war, wurde die Gesellschaft im Februar 2007 durch bmi für 30 Millionen Pfund übernommen. BMED flog noch bis zum Ende des Sommers 2007 für British Airways und stellte den Flugbetrieb dann ein. Flotte und Personal wurden in die bmi integriert.

## Flugziele
Von der Levante, Zentralasien und Nordafrika wurden Flüge nach London Heathrow durchgeführt, die Passagieren das Umsteigen in Langstreckenflüge der British Airways ermöglichen sollten.

## Flotte

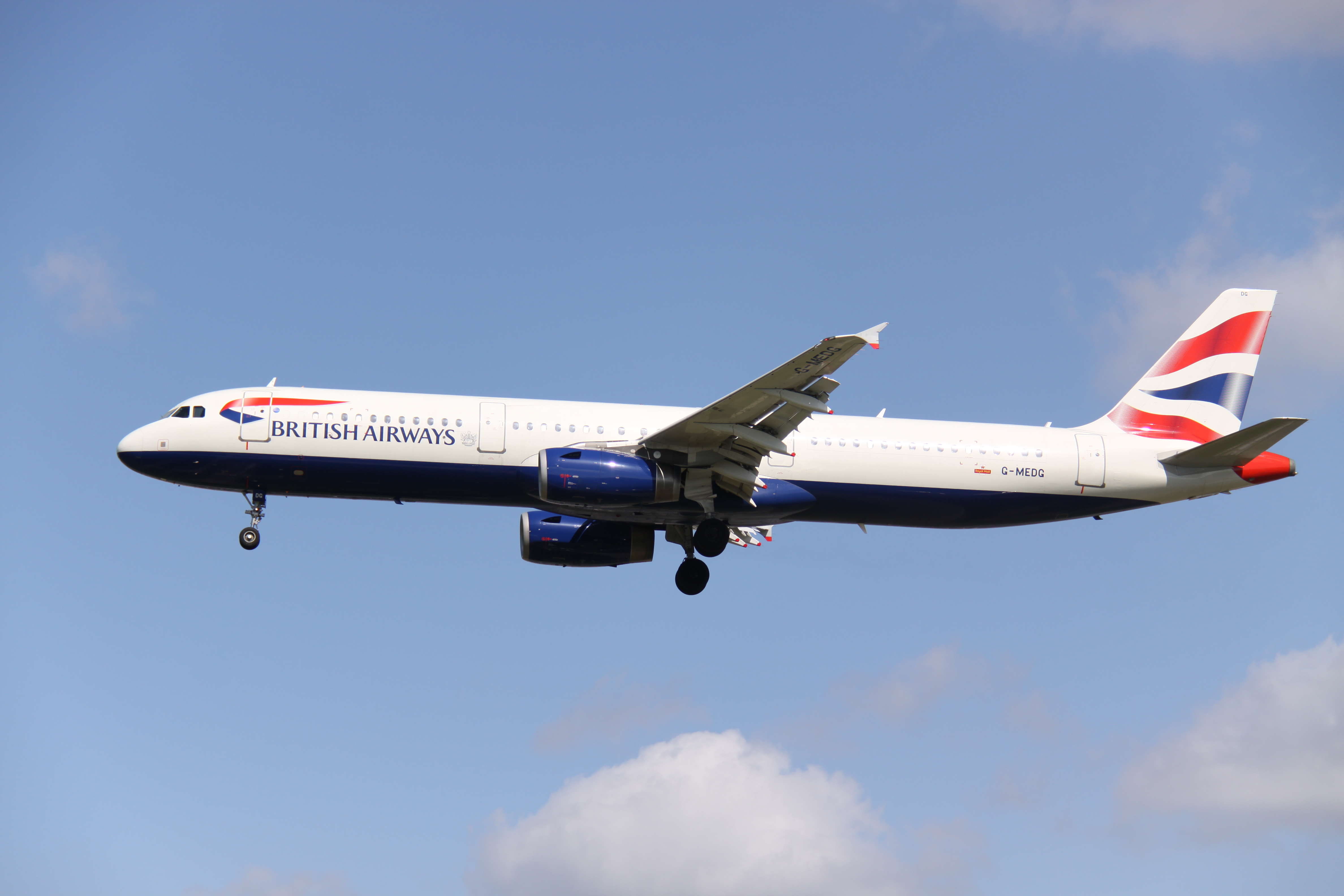
Airbus A321 der British Mediterranean Airways im Außenauftritt der British Airways

Die Flotte bestand zur Betriebseinstellung im Sommer 2007 aus acht Flugzeugen:
- 3 Airbus A320-200
- 5 Airbus A321-200

Alle Maschinen gingen in den Bestand der bmi über.

## Zwischenfälle
Am 31. März 2003 war ein Airbus A320 der BMED in einen ernsthaften Zwischenfall verwickelt. Beim Landeanflug auf den Flughafen Addis Abeba berechnete das Flight Management System eine falsche Position der Maschine, nachdem diese fehlerhafte Informationen durch ein Funkfeuer des Flughafens erhalten hatte. Die Piloten bemerkten erst spät, dass das Flugzeug auf Gelände zusteuerte und leiteten ein  Durchstartmanöver ein. Wie Berechnungen hinterher ergaben, befand sich die Maschine zum kritischsten Zeitpunkt gerade einmal 17 Meter über dem Boden.